# 神戸製鋼所
株式会社神戸製鋼所（こうべせいこうしょ、英: Kobe Steel, Ltd.）は、兵庫県神戸市中央区及び東京都品川区に本社（登記上の本店は神戸市中央区）を置く、日本の大手鉄鋼メーカー（高炉メーカー）。統一商標・国際ブランド名は「KOBELCO」。日経平均株価およびJPX日経インデックス400の構成銘柄の一つ。
大手鉄鋼メーカーの中では最も鉄鋼事業の比率が低く、素材部門・機械部門・電力部門を3本柱とする複合経営が特徴。
素材部門では線材や輸送機用アルミ材、機械部門ではスクリュ式非汎用圧縮機などで高いシェア。電力部門も電力卸供給事業としては国内最大規模を誇る。
旧：第一勧業銀行（現：みずほ銀行）の融資系列で構成される第一勧銀グループの三金会、旧：三和銀行（現：三菱UFJ銀行）の融資系列で構成される三和グループの三水会とその後身社長会である水曜会およびみどり会の会員企業である。また、神戸経済同友会の代表幹事を三井住友銀行（旧神戸銀行）、川崎重工業と持ち回りで、神戸商工会議所の会頭職を川崎重工業と交互に担ってきた。

## 概要
旧鈴木商店系の大手鉄鋼メーカー。1905年（明治38年）に合名会社鈴木商店が小林清一郎の経営する小林製鋼所を買収し、神戸製鋼所として創業したことに始まる。本来は国家的事業である製鋼業の民間経営は苦難が多かったが、日露戦争後の日本海軍が民間工場育成方針を採る中で、呉海軍工廠を始め、舞鶴、横須賀の各工廠より技術指導を受け、また注文を受けることでその規模を拡大した。日本海軍からの要請で魚雷発射動力用の空気圧縮機と造船用の蒸気機関の開発を手掛けて以降は、機械メーカーとしての道も歩み始める。第一次世界大戦終結後は軍需技術の転換・海外技術の輸入を行なって民生用機械の国産化に注力し、船舶向けディーゼルエンジン、冷凍機、ドリル、電気ショベルなどでは国産第一号の製品を生み出した。

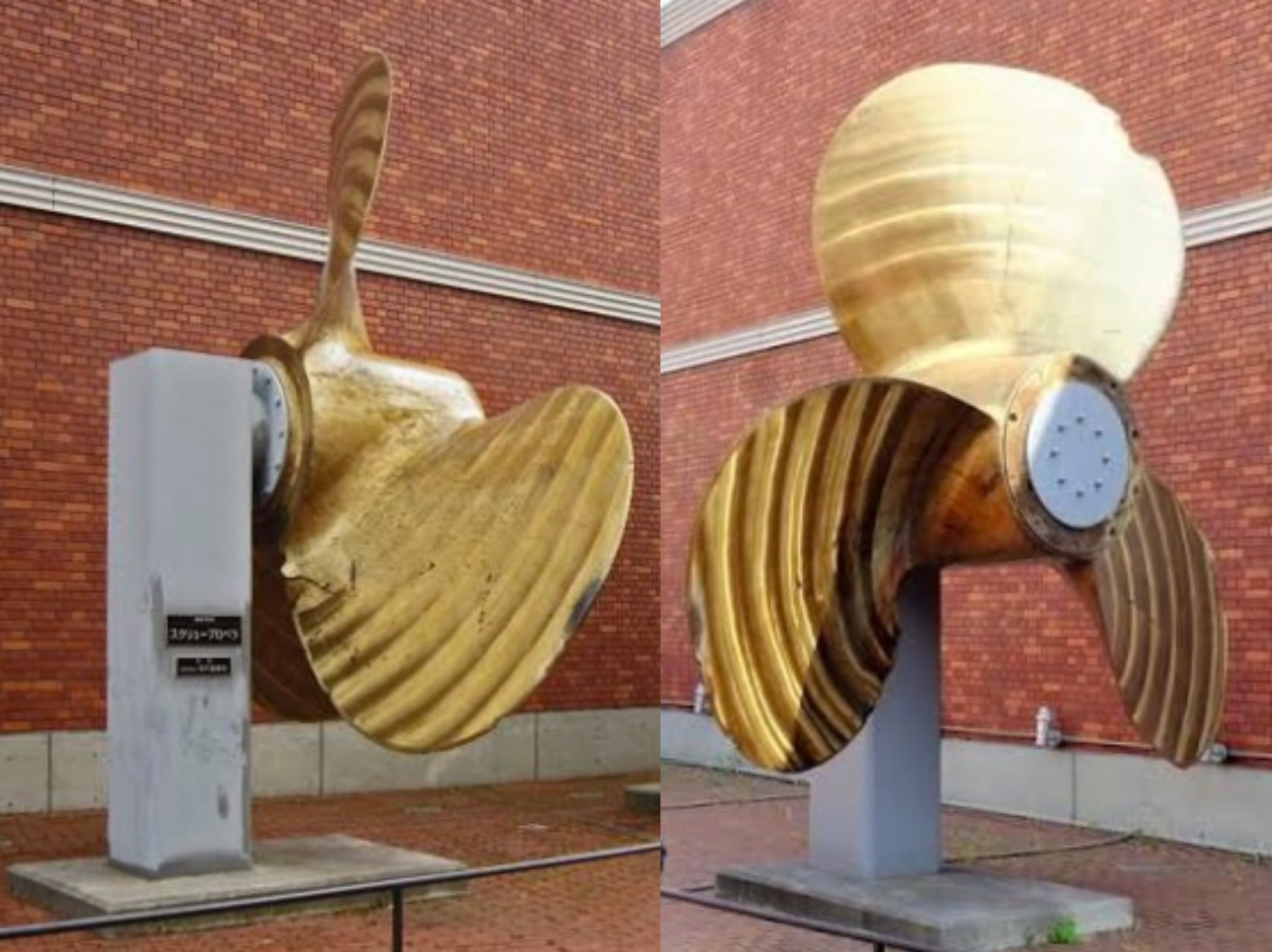
神戸製鋼所寄贈　戦艦「陸奥」スクリュー（大和ミュージアム）

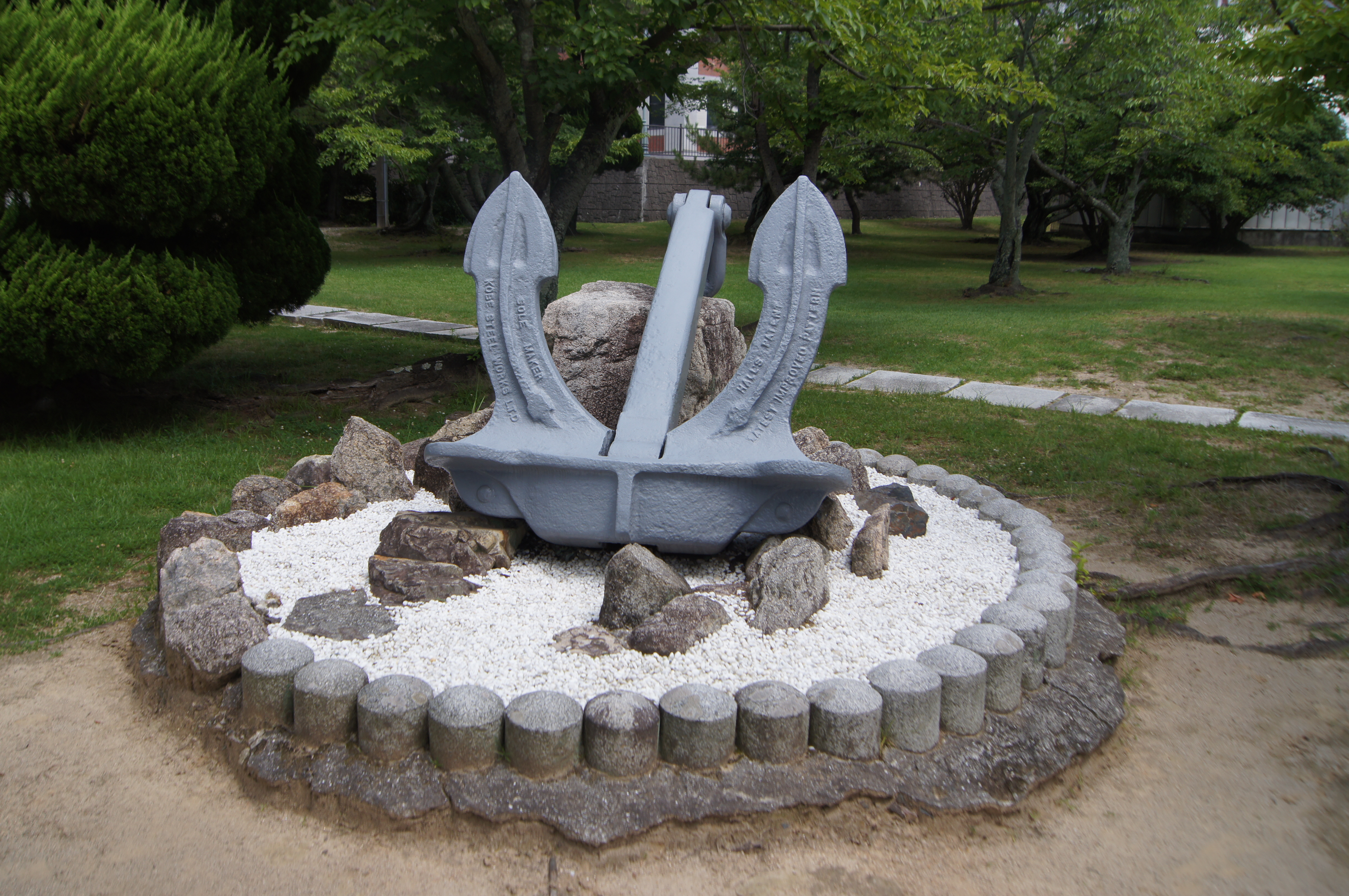
「KOBE STEEL WORKS LTD」の刻印のある駆逐艦雪風の主錨（海上自衛隊第一術科学校）

大手鉄鋼メーカーの中では最も鉄鋼事業の比率が低く、素材部門・機械部門・電力部門の3本柱の複合経営が特徴。鉄鋼事業でも他社とは異なり、規模よりも特殊用途の付加価値の高い商材の開発に注力している。特に線材分野では自動車向け弁ばね用線材で世界シェア50％を握り、「線材の神戸」と名高い。薄板分野では高張力鋼板（ハイテン）に強みを持ち、素形材分野では複雑な形状の自動車用部品に使用される鉄粉で国内シェアの50%を占めるほか、海軍時代以来の船舶用の組立型・一体型クランクシャフトでは世界シェアの40%を占めている。また、鉄以外にもアルミ、チタン、銅など複数の金属素材を手掛けており、世界に類を見ない複合素材メーカーである。アルミ分野では、自動車用アルミパネル材や自動車サスペンション用アルミ鍛造部品、鉄道車両用アルミ形材で国内首位。チタン分野では国内初のチタン工業化を成功させたパイオニアであり、航空機エンジンケース部品向けチタンに強みを持つ。銅分野では、自動車端子・コネクタ用銅合金で国内首位。
機械系部門は機械、エンジニアリング、建設機械で構成される。機械では圧縮機や産業機械、真空成膜・表面改質装置、超高圧装置などを手掛ける。圧縮機分野では、非汎用圧縮機においてスクリュ式、ターボ式、レシプロ式の3種類すべてを取り扱う世界唯一のメーカーである。特にスクリュ式非汎用圧縮機では世界シェアの50%を占め、近年は市場拡大が見込まれる大型ターボ圧縮機市場へ参入している。また、産業機械分野ではタイヤ・ゴム混錬機が世界シェア40%、樹脂機械がHDPE向け樹脂混錬機で世界トップシェアを占める。エンジニアリングでは原子力、還元鉄、水処理、廃棄物処理等のプラントの他、新交通システム等の社会インフラも手掛ける。建設機械は子会社のコベルコ建機が生産している。
電力部門は製鉄所での自家発電操業を起源とする電力卸供給事業を展開している。2002年に稼働した神戸発電所1・2号機、2019年10月に稼働した真岡発電所１号機、2020年3月に稼働した同発電所2号機、2022年2月に稼働した神戸発電所3号機に加えて、2023年2月には同発電所4号機が稼働しており、四国電力とほぼ同規模の発電能力を有する。上記発電所のうち、真岡発電所は発電効率の高いガスタービン・コンバインドサイクル発電方式を採用しており、また津波に遭う危険がない内陸部に立地するため、内閣官房と経済産業省による国土やエネルギー基盤の強靭化に資する事例に選定されている。
そのほか、スポーツ事業では、 1928年創部のラグビーチーム・コベルコスティーラーズはトップリーグに参加する国内屈指の強豪チームとして知られている。
1995年1月の阪神大震災では、神戸本社社屋や社宅が倒壊、神戸製鉄所の第三高炉も損壊・緊急停止し、民間企業としては最大の約1000億円の損害を被った。震災後、わずか2か月半で再稼働した第三高炉は「復興のシンボル」となっていたが、競争力強化のため2017年10月に休止されることとなった。近年はアルミや機械、電力など鉄鋼以外の分野への注力が目立ち、「鉄鋼メーカー」を脱し、「鉄鋼も手掛けるメーカー」へのシフトを目指す姿勢が鮮明である。子会社213社。関連会社56社。

## 事業拠点

### 本社・支社・支店
- 本社
  - 神戸本社（本店） - 神戸市中央区脇浜海岸通2丁目2-4
  - 東京本社 - 東京都品川区北品川5丁目9-12

- 支社

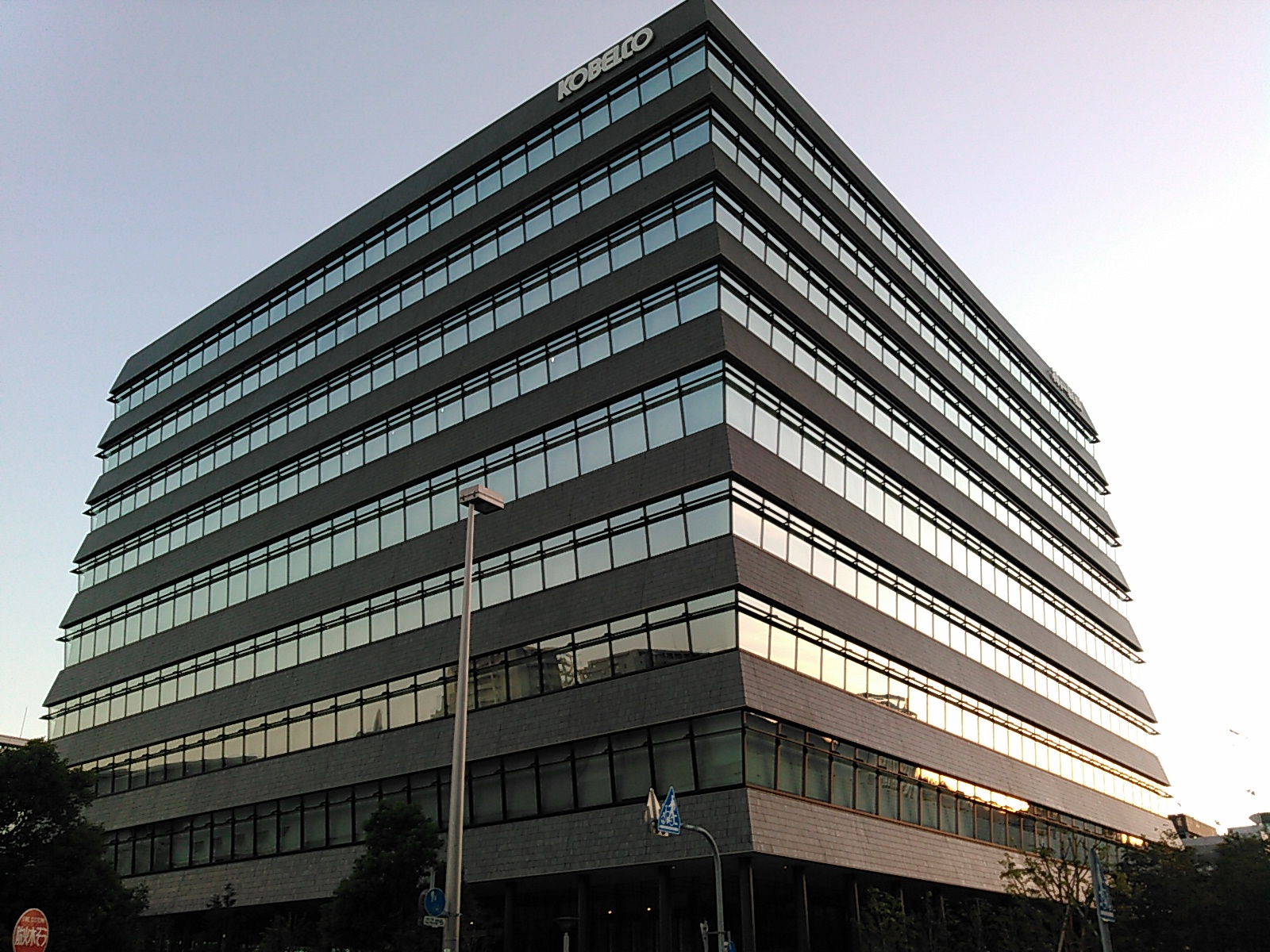
2013年に竣工した神戸本社ビル。二本社制を採用しているが、実質的な本社機能は東京にある。

  - 大阪支社 - 大阪市中央区備後町4丁目1-3
  - 名古屋支社 - 名古屋市中村区名駅南2丁目14-19 名古屋プライムセントラルタワー
- 支店
  - 北海道支店 - 札幌市中央区北4条西5丁目1-3
  - 東北支店 - 仙台市青葉区一番町1丁目2-25
  - 新潟支店 - 新潟市中央区東大通2丁目4-10
  - 北陸支店 - 富山県富山市牛島町18-7
  - 中国支店 - 広島市中区八丁堀16-11
  - 四国支店 - 香川県高松市番町1丁目6-8
  - 九州支店 - 福岡市博多区博多駅中央街1-1
  - 沖縄支店 - 沖縄県那覇市久米2丁目4-16

### 研究所
- 神戸総合技術研究所 - 神戸市西区高塚台1丁目5-5

### 製鉄所・工場
- 加古川製鉄所 - 兵庫県加古川市金沢町1
- 神戸線条工場 - 神戸市灘区灘浜東町2
- 高砂製作所 - 兵庫県高砂市荒井町新浜2丁目3-1
- 藤沢事業所 - 神奈川県藤沢市宮前100-1
- 茨木工場 - 大阪府茨木市東宇野辺町2-19
- 西条工場 - 広島県東広島市西条町御薗宇6400-1
- 福知山工場 - 京都府福知山市長田野町3-36
- 真岡製造所 - 栃木県真岡市鬼怒ヶ丘15
- 長府製造所 - 山口県下関市長府港町14-1
- 大安製造所 - 三重県いなべ市大安町梅戸1100
- 播磨工場 - 兵庫県加古郡播磨町新島41

| 神戸製鋼所の高炉 | 神戸製鋼所の高炉 | 神戸製鋼所の高炉 | 神戸製鋼所の高炉 |
| 製鉄所           | 神戸             | 加古川           | 加古川           |
| ---------------- | ---------------- | ---------------- | ---------------- |
| 所内従業員数     | 788人            | 2,849人          | 2,849人          |
| 高炉             | 3号              | 2号              | 3号              |
| 炉容積           | 2,112m3          | 5,400m3          | 4,844m3          |
| 年間粗鋼生産能力 | 140万t           | 680万t           | 680万t           |

※神戸製鉄所は2017年10月31日高炉停止。

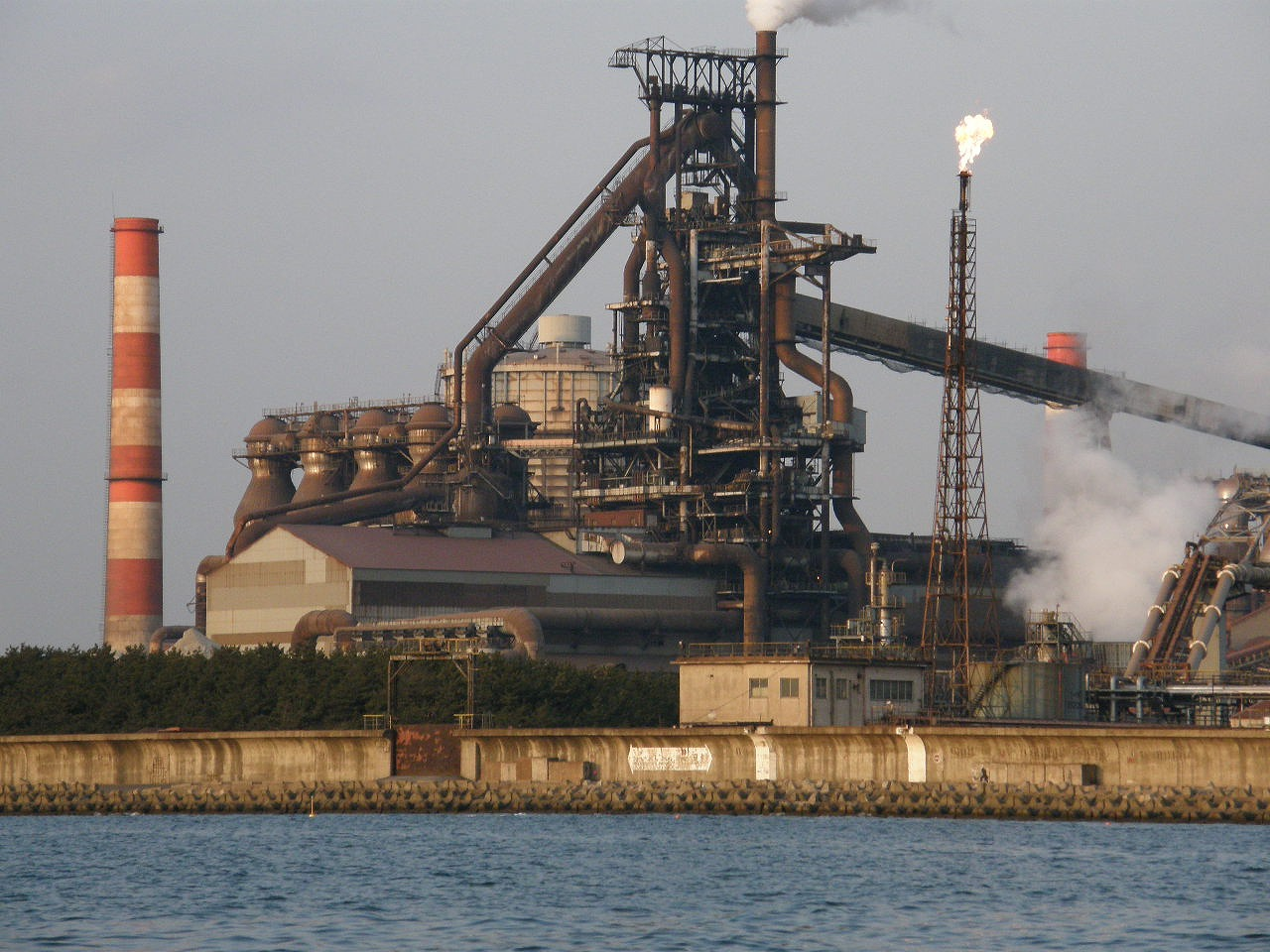
神戸製鋼所加古川製鉄所

加古川製鉄所はグループ唯一の銑鋼一貫製鉄所である。加古川製鉄所は厚板・薄板・線材・棒鋼などの鋼材やチタン製品などを、神戸線条工場は線材・棒鋼を生産している。
高砂製作所は加古川製鉄所、神戸線条工場に次ぐ主要拠点である。鉄鋼事業部門および機械事業部門の製品である鋳造鋼や鍛造鋼、鉄粉などの鉄鋼・チタン加工品や各種機械類を生産している。
この他、藤沢事業所・茨木工場・西条工場・福知山工場の4か所は溶接事業部門、真岡製造所・長府製造所・大安工場の3か所はアルミ・銅事業部門、播磨工場は機械事業部門の生産拠点となっている。

### 海外統括会社・事務所
- NEW YORK Kobe Steel USA Inc.（米国統括会社　ニューヨーク本社）
- DETROIT Kobe Steel USA Inc.（米国統括会社　デトロイト支社）
- SINGAPORE Kobe Steel Asia Pte. Ltd.（シンガポール本社）
- HONG KONG Kobe Steel Aisa Pte. Ltd.（香港事務所）
- BANGKOK バンコク事務所、Kobelco South East Asia Ltd.
- SHANGHAI 神鋼投資有限公司（中国統括会社）

## 事業部門・主な製品
- 鉄鋼アルミ事業部門
  - 線材・棒鋼
  - 厚板
  - 薄板
  - アルミ板
  - メッキ鋼板[9]
- 溶接事業部門
  - 溶接材料
  - 溶接システム
- 素形材事業部門
  - 鋳鍛鋼
  - アルミ鋳鍛造品
  - アルミサスペンション
  - 建材用チタン
  - アルミ押出・加工品
  - 銅板条
  - 鉄粉
- 機械事業部門
  - 汎用圧縮機
  - 回転機 （レシプロ・スクリュー・ターボ）
  - タイヤ・ゴム機械
  - 樹脂機械
  - 高機能商品
  - 圧延設備
  - 超高圧装置
  - エネルギー・化学関連機器
  - 防衛関連機器
- エンジニアリング事業部門
  - 製鉄プラント関連
  - 原子力プラント・機器
  - 砂防・海岸防災（フレア護岸）製品
  - 騒音振動エンジニアリング
  - 都市交通システム
  - エネルギー・化学プラント
- 電力事業部門
  - 電力卸供給

## 歴代社長
| 代     | 氏名         | 在任期間                                        | 在任年月  | 出身校・前歴                                                               |
| ------ | ------------ | ----------------------------------------------- | --------- | -------------------------------------------------------------------------- |
| 初代   | 黒川勇熊     | 1911年（明治44年）6月 - 1915年（大正4年）7月    | 4年1か月  | 横須賀海軍造船学校 / フランス海軍大学 ・元佐世保海軍造船艦長               |
| 第2代  | 鈴木岩治郎   | 1915年（大正4年）7月 - 1920年（大正9年）12月    | 5年5か月  |                                                                            |
| 第3代  | 伊藤乙次郎   | 1920年（大正9年）12月 - 1928年（昭和3年）3月    | 7年3か月  | 海軍大学校・元海軍技術本部長                                               |
| 第4代  | 永安晋次郎   | 1928年（昭和3年）3月 - 1934年（昭和9年）8月     | 6年5か月  | 東京帝国大学法科大学・元海軍主計中将                                       |
| 第5代  | 田宮嘉右衛門 | 1934年（昭和9年）8月 - 1945年（昭和20年）9月    | 11年1か月 | 高等小学校                                                                 |
| 第6代  | 浅田長平     | 1945年（昭和20年）9月 - 1946年（昭和21年）12月  | 1年3か月  | 京都帝国大学理工科大学採鉱冶金科                                           |
| 第7代  | 町永三郎     | 1946年（昭和21年）12月 - 1952年（昭和27年）11月 | 5年11か月 | 大阪工業大学（現・大阪大学工学部）                                         |
| 第8代  | 浅田長平     | 1952年（昭和27年）11月 - 1958年（昭和33年）11月 | 6年       | 京都帝国大学理工科大学採鉱冶金科                                           |
| 第9代  | 外島健吉     | 1958年（昭和33年）11月 - 1972年（昭和47年）5月  | 13年6か月 | 京都帝国大学工学部                                                         |
| 第10代 | 井上義海     | 1972年（昭和47年）5月 - 1974年（昭和49年）11月  | 2年6か月  | 東京帝国大学法学部                                                         |
| 第11代 | 鈴木博章     | 1974年（昭和49年）11月 - 1976年（昭和51年）9月  | 1年10か月 | 京都帝国大学法学部                                                         |
| 第12代 | 杉澤英男     | 1976年（昭和51年）9月 - 1977年（昭和52年）10月  | 1年1か月  | 京都帝国大学工学部                                                         |
| 第13代 | 高橋孝吉     | 1977年（昭和52年）10月 - 1983年（昭和58年）6月  | 5年8か月  | 大阪帝国大学理学部                                                         |
| 第14代 | 牧冬彦       | 1983年（昭和58年）6月 - 1987年（昭和62年）6月   | 4年       | 東京帝国大学法学部政治学科                                                 |
| 第15代 | 亀高素吉     | 1987年（昭和62年）6月 - 1996年（平成8年）6月    | 9年       | 兵庫県立神戸経済専門学校（現・兵庫県立大学）、神戸経済大学（現・神戸大学） |
| 第16代 | 熊本昌弘     | 1996年（平成8年）6月 - 1999年（平成11年）3月    | 2年10か月 | 東北大学法学部                                                             |
| 第17代 | 水越浩士     | 1999年（平成11年）4月 - 2004年（平成16年）3月   | 5年       | 東京大学経済学部                                                           |
| 第18代 | 犬伏泰夫     | 2004年（平成16年）4月 - 2009年（平成21年）3月   | 5年       | 大阪大学経済学部経済学科                                                   |
| 第19代 | 佐藤廣士     | 2009年（平成21年）4月 - 2013年（平成25年）3月   | 4年       | 九州大学大学院修士課程冶金学専攻                                           |
| 第20代 | 川崎博也     | 2013年（平成25年）4月 - 2018年（平成30年）3月   | 5年       | 京都大学大学院工学研究科                                                   |
| 第21代 | 山口貢       | 2018年（平成30年）4月 - 2024年（令和6年）       | 6年       | 北海道大学法学部                                                           |
| 第22代 | 勝川四志彦   | 2024年（令和6年）4月 - 現職                     |           | 神戸商科大学商経学部(現・兵庫県立大学）                                    |

## 沿革

### 明治時代

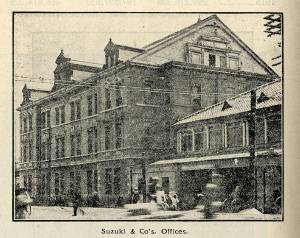
鈴木商店本社（前ミカドホテル、1918年以前）

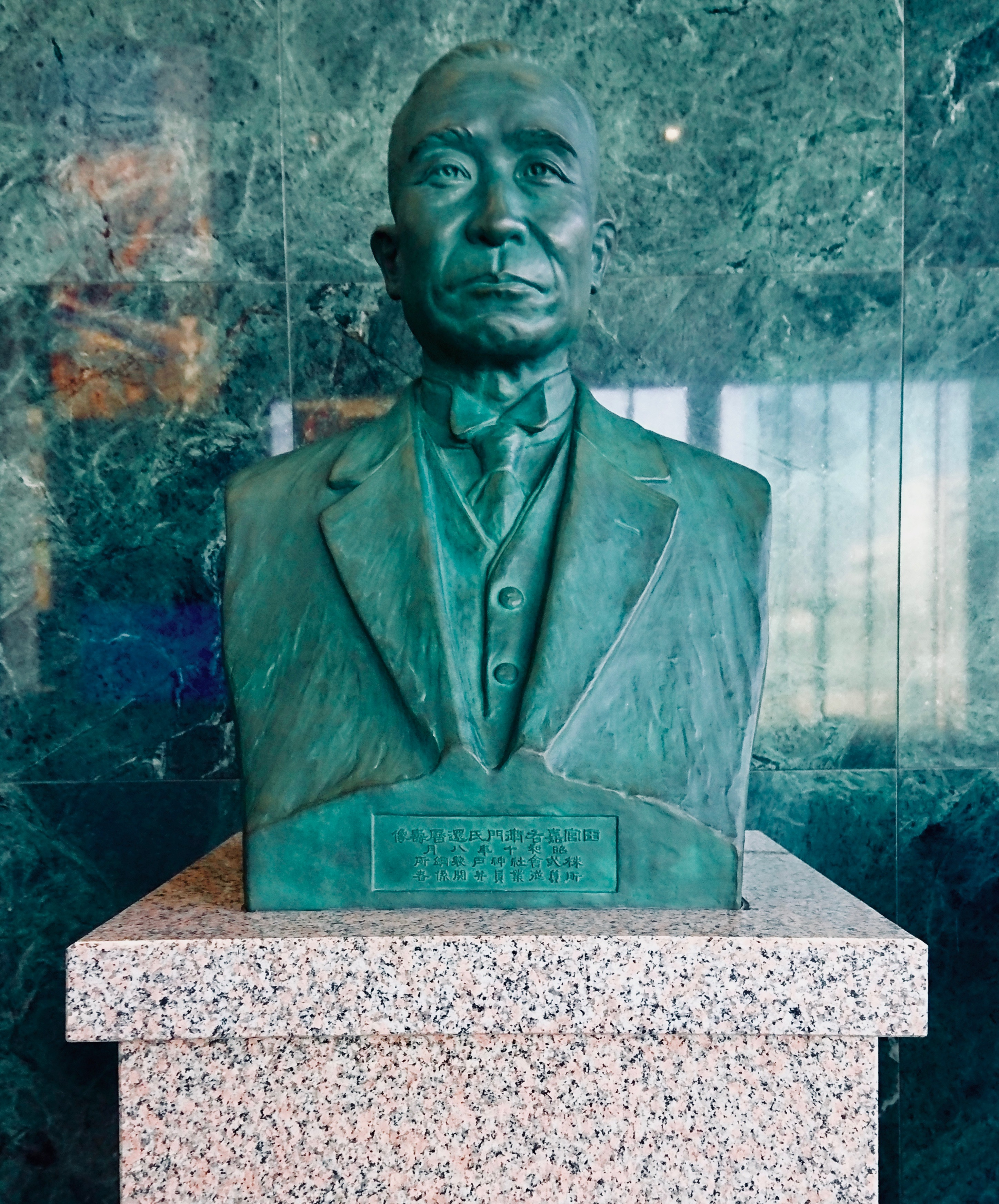
初代支配人、第5代社長 田宮嘉右衛門 神戸製鋼所中興の祖とされる

- 1905年（明治38年）9月1日 - 合名会社鈴木商店が小林清一郎経営の小林製鋼所を買収、神戸製鋼所として創業。小林は書籍業者で、呉海軍工廠の少技監・小杉辰三の勧めにより、神戸・脇浜に小林製鋼所を設立して製鋼業に進出したが、出鋼式の途中で機械が故障し、工場建設に協力した鈴木商店に創業1か月で売却した[14]。
- 1906年（明治39年）10月1日 - 鈴木商店に入社した田宮嘉右衛門が初代支配人となる。
- 1911年（明治44年）6月28日 - 鈴木商店から独立。鈴木商店全額出資の下、株式会社神戸製鋼所として発足。社長に元海軍造船少将・黒川勇熊、監査役に吉井幸蔵、鈴木岩治郎、常務取締役に田宮嘉右衛門[14]。
- 1912年（明治45年）3月- ドリルの製造開始。

### 大正時代
- 1914年（大正3年）7月 - 大戦勃発によりクランクシャフトの注文殺到。
- 1915年（大正4年）8月 - 日本海軍から魚雷発射管用空気圧縮機の開発要請。国産初の空気圧縮機。機械系事業の起源となる。
- 1916年（大正5年）
  - 3月 - 合名会社鈴木商店が播磨船渠株式会社を買収し、播磨造船所と改称。
  - 8月 ‐ 鉄鋼圧延を開始。鉄鋼事業の起源となる。
- 1917年（大正6年）7月 - 門司工場新設。銅の管・棒の製造開始。
- 1918年（大正7年）1月 - 東京出張所開設。
- 1920年（大正9年）2月 - 西海岸工場（後の神戸製鉄所脇浜地区）新設。
- 1921年（大正10年）2月 - 帝国汽船より鳥羽工場・播磨造船所を移管。
- 1923年（大正12年）4月 - 我が国初のセメント用粉砕機を製作・納入。
- 1924年（大正13年）
  - 2月 - 海岸地区に工場新設。
  - 4月 - 大阪出張所開設。
- 1926年（大正15年）4月 ‐ 日本初のセメントプラントを完成。エンジニアリング事業の起源となる。

### 昭和時代
- 1927年（昭和2年）4月 ‐ 鈴木商店が破綻。
- 1929年（昭和4年）
  - 7月 - 東海岸工場（後の神戸製鉄所岩屋工場）新設。
  - 12月 - 播磨造船所を分社化（現・IHI）。
- 1930年（昭和5年）9月 - 国産初の電気ショベルを完成。建機事業の起源となる。
- 1931年（昭和6年）3月 - 重要産業統制法が施行。
- 1937年（昭和12年）
  - 1月 - 東京、大阪、神戸の各取引所に株式を上場。
  - 2月 ‐ 名古屋工場を新設。アルミ鋳鍛造事業を開始。アルミ事業の起源となる。
- 1939年（昭和14年）10月 - 長府工場（現・長府製造所）新設。アルミ圧延品の製造開始。
- 1940年（昭和15年）6月 - 輸出入品等に関する臨時措置に関する法律の鉄鋼需給統制規則により、日本磨鋼鈑工業組合連合会が統制団体に指定[15]。
- 1940年（昭和15年）7月 - 国内初の溶接棒を製造。溶接事業の起源となる。
- 1941年（昭和16年）3月 - 山田工場新設。
- 1942年（昭和17年）4月 - 大久保工場新設。
- 1943年（昭和18年）
  - 1月 - 日高工場新設。
  - 3月 - 日本鉄線を合併、同社工場を尼崎工場とする。
  - 7月 - 東京工場新設。
- 1944年（昭和19年）
  - 1月 - 能登工場新設。
  - 同月 - 軍需会社の指定を受ける。
  - 4月 - 松阪工場新設。
- 1945年（昭和20年）5月 - 高知電気冶金工業から高知工場を移管。
- 1949年（昭和24年）
  - 5月16日 - 東証1部・大証1部・名証1部に株式上場。
  - 8月 - 神鋼金属工業、神鋼電機（現・シンフォニア テクノロジー）を設立。前者に長府工場・門司工場、後者に鳥羽工場・山田工場・松阪工場・東京工場を譲渡。
- 1950年（昭和25年）5月 - 能登工場閉鎖。
- 1951年（昭和26年）5月 - 長門北工場新設。
- 1953年（昭和28年）9月 - 旧大阪陸軍造兵廠播磨製造所の払い下げを受け、高砂工場（現・高砂製作所）新設。
- 1954年（昭和29年）
  - 3月 - 神鋼鋼線索（現・神鋼鋼線工業）を設立、尼崎工場を譲渡。
  - 6月 - 琺瑯部を神鋼フアウドラー（現・神鋼環境ソリューション）として分離。
- 1955年（昭和30年）12月 ‐ 国内初となる金属チタンの工業生産を開始。
- 1957年（昭和32年）
  - 1月 - 神鋼金属工業を合併。
  - 2月 - 工事部を神鋼工事として分離。
- 1959年（昭和34年）1月 - 神戸製鉄所灘浜地区を新設、高炉火入れ。銑鋼一貫体制を確立。
- 1960年（昭和35年）9月 ‐ ニューヨーク事務所を開設。北米での事業展開を開始。
- 1961年（昭和36年）
  - 3月 - 藤沢工場新設。
  - 10月 - 茨木工場新設。
- 1962年（昭和37年）
  - 1月 ‐ 東パキスタン向け肥料工場の建設を完了。日本初のプラント輸出。海外プラント事業の起源となる。
  - 3月 - 山手工場を茨木工場に統合。
  - 5月 - 明石工場新設。
- 1965年（昭和40年）4月 - 尼崎製鉄を吸収合併、同社の尼崎工場・堺工場・呉工場を移管。
- 1966年（昭和41年）10月 - 日新製鋼に堺工場を譲渡。
- 1967年（昭和42年）
  - 4月 - 秦野工場新設。
  - 4月12日 - 昭和天皇、香淳皇后が兵庫県内を行幸啓。神戸工場を視察[16]。
- 1968年（昭和43年）
  - 4月 - 「Thai Kobe Welding Co., Ltd.｣を設立。海外での製造拠点設立を開始。
  - 加古川工場新設。
- 1969年（昭和44年）8月 - 真岡工場（現・真岡製造所）新設。
- 1970年（昭和45年）
  - 3月 - 加古川製鉄所を新設。高炉火入れ。
  - 7月 - 西条工場新設。
- 1971年（昭和46年）9月 - 福知山工場新設。
- 1976年（昭和51年）8月 ‐ 「Singapore Kobe Pte. Ltd.」を設立。東南アジアでの事業展開を開始。
- 1977年（昭和52年）2月 ‐ シャルジャ事務所（UAE）を開設。中東での事業展開を開始。
- 1979年（昭和54年）9月 ‐ 国際統一営業標識として「KOBELCO」を制定。
- 1983年（昭和58年）8月 ‐ 米国ミドレックス社を買収。還元鉄/新製鉄プラントビジネスを開始。
- 1984年（昭和59年）
  - 3月 - 高知工場閉鎖。
  - 7月 ‐ 「涿神有色金属加工専門設備有限公司」を現地との合弁で設立。中国での事業展開を開始。
- 1987年（昭和62年）
  - 10月 - 尼崎工場閉鎖。
  - 11月 - 呉工場閉鎖。
  - 12月 - 播磨工場新設。
- 1988年（昭和63年）
  - 4月 - 門司工場を神鋼メタルプロダクツ株式会社に分社独立化
  - 9月 - 日高工場閉鎖（現・フジテックエスカレーター事業部「ビッグステップ」）。

### 平成時代
- 1990年（平成2年）12月17日 - 神鋼アルコアアルミを設立。
- 1995年（平成7年）
  - 1月17日 - 阪神・淡路大震災で総額1,020億円の被害、被災企業で最大の被害額。
  - 3月 - 大安工場新設、名古屋工場閉鎖。
- 1996年（平成8年）4月1日 - 特殊鋼鋼管事業を分離し神鋼特殊鋼管（後のコベルコ鋼管）を設立。切削工具事業（明石工場）を分離し神鋼コベルコツールを設立。
- 1999年（平成11年）
  - 4月1日 - 社内カンパニー制を導入、鉄鋼カンパニー、溶接カンパニー、アルミ・銅カンパニー、都市環境カンパニー、エンジニアリングカンパニー、機械カンパニー、建設機械カンパニー、電子・情報カンパニーの合計8カンパニーが発足。
  - 10月1日 - 建設機械カンパニー・油谷重工・神鋼コベルコ建機を統合し、コベルコ建機を設立。
- 2000年（平成12年）
  - 1月31日 - 子会社神鋼コベルコツールの株式を三菱マテリアルに譲渡。
  - 4月1日 - 塗装ロボット事業を川崎重工に、ハンドリングロボット事業をオークラ輸送機に譲渡。
- 2002年（平成14年）
  - 3月1日 - 子会社の神鋼興産を合併、不動産カンパニー発足。
  - 4月 ‐ 神鋼神戸発電所第1号機が営業運転を開始。電力卸供給事業をはじめる。
  - 11月14日 - 新日本製鐵、住友金属工業（現在は日本製鉄に統合）と3社間資本・業務提携。
- 2003年（平成15年）
  - 4月1日 - 川崎重工との破砕機部門統合会社アーステクニカを設立。
  - 10月1日 - 環境ビジネス部門を神鋼環境ソリューションに統合。溶接用ワイヤ部門（福知山工場）をJFEスチールと共同出資で設立したKOBE・JFEウェルディング（現・福知山工場）に譲渡。アルミ缶事業を行う神鋼アルコアアルミを吸収合併。
- 2004年（平成16年）4月1日 - 銅管事業（秦野工場）を分離、コベルコマテリアル銅管を設立。エンジニアリングカンパニーと機械カンパニーを統合、機械エンジニアリングカンパニーが発足。
- 2005年（平成17年）10月1日 - 不動産カンパニーを神鋼不動産に統合。
- 2006年（平成18年）
  - 4月 - 神戸製鋼グループの商標「KOBELCO」を制定。
  - 11月 ‐ コベルコ建機が「Kobelco Construction Equipment India Pvt. Ltd.」を伊藤忠商事との合弁で設立。インドでの事業展開を開始。
- 2008年（平成20年）4月1日 - 川崎重工との破砕機部門統合会社アーステクニカの全保有株式を川崎重工に譲渡。
- 2010年（平成22年）
  - 4月1日 - 社内カンパニー制を再編し、事業部門制に移行。鉄鋼事業部門、溶接事業部門、アルミ・銅事業部門、機械事業部門、資源・エンジニアリング事業部門の5事業部門が発足。
  - 5月10日 - 子会社のコベルコイーグル・マリンエンジニアリングの全株式をイーグル工業に譲渡。
  - 10月1日 - 溶接事業部門の関連会社であった神鋼タセト株式会社（現・藤沢事業所）を吸収合併。
- 2011年（平成23年）4月1日 - 溶接事業部門の関連会社であったKOBEウェルディングワイヤ株式会社（現・福知山工場）を吸収合併。
- 2013年（平成25年）4月1日 - 神戸市中央区脇浜海岸通二丁目2番4号に本社を移転。
- 2016年（平成28年）4月 ‐ 電力事業部門を新設。
- 2017年（平成29年）10月31日 - 神戸製鉄所の高炉を停止。1959年1月以来58年10か月続いた高炉の火が消えた[8]。

### 令和時代
- 2020年（令和2年）4月1日 - コベルコ鋼管の全株式を丸一鋼管に譲渡（現・丸一ステンレス鋼管）。
- 2021年（令和3年）
  - 5月13日 - 大阪チタニウムテクノロジーズの保有株式の一部を売却し、持分法適用関連会社から除外。
  - 11月1日 - 神鋼環境ソリューションを完全子会社化。
  - 12月1日 - 神鋼建材工業が日鉄建材の道路関連事業を吸収分割により継承。神鋼建材工業は日鉄神鋼建材に商号変更し、日鉄建材の連結子会社及び神戸製鋼所の持分法適用関連会社となる。
- 2022年（令和4年）
  - 3月31日 - コベルコ マテリアル銅管の保有全株式を丸の内キャピタル傘下のエムキャップ七号株式会社へ譲渡（現・KMCT）。
  - 4月1日 - 神鋼メタルプロダクツの保有全株式を丸の内キャピタル傘下のエムキャップ七号株式会社へ譲渡（現・KMCT 門司メタルプロダクツ事業部）。

## 主要グループ会社

### 鉄鋼部門関連
- 関西熱化学（旧：尼崎コークス）
- KSサミットスチール
- 堺鋼板工業
- 三和鐵鋼
- コベルコE&M
- 日鉄神鋼建材
- 神鋼鋼線工業（東証2部上場）
- 神鋼鋼板加工
- 神鋼スラグ製品
- 神鋼物流
- 神鋼ボルト
- セラテクノ
- 日本エアロフォージ
- 日本高周波鋼業（東証1部上場）

### 溶接部門関連
- コベルコ溶接ソリューション
- コベルコロボットサービス
- 神鋼アクテック
- 神鋼溶接サービス
- JKW
- タセト
- 阪神溶接機材

### 銅・アルミ部門関連
- 神鋼アルミ線材
- 神鋼関門総合サービス
- 神鋼大安総合サービス
- 神鋼ノース
- 神鋼ファブテック
- 神鋼真岡総合サービス
- 神鋼リードミック
- 豊通非鉄センター

### 機械部門関連
- コベルコ・コンプレッサ
- コベルコ　シンワ
- 神鋼エア・ウォーター・クライオプラント
- 神鋼エアーテック
- 神鋼検査サービス
- 神鋼造機
- 神鋼テクノ

### エンジニアリング部門関連
- イー・アール・シー高城
- インダストリアルサービス・インターナショナル
- 加古川環境サービス
- 神戸熱供給
- 神戸メディカルケアパートナーズ
- コベルコプロフェッショナルサービス
- コベルコE&M
- 神鋼環境ソリューション（旧：神鋼フアウドラー→神鋼パンテツク）
- 神鋼環境メンテナンス
- 豊田環境サービス
- トランスニュークリア
- 福井グリーンパワー

### 建設機械部門関連
- コベルコ教習所
- コベルコ建機
- コベルコ建機インターナショナルトレーディング
- コベルコ建機エンジニアリング
- 西日本コベルコ建機
- 東日本コベルコ建機

### 電力部門関連
- コベルコパワー神戸 - 神戸発電所
- コベルコパワー真岡 - 真岡発電所

### その他事業
- 神戸ウイングスタジアム
- 国際健康開発センタービル
- コベルコ科研
- コベルコシステム
- コベルコビジネスパートナーズ
- コベルコフィナンシャルセンター
- ジャパン スーパーコンダクタテクノロジー
- コベルコ・アカウンティング・サービス
- 神鋼機器工業
- 神鋼商事（東証1部上場）
- 新生コベルコリース
- TC神鋼不動産（旧：神鋼不動産、東京センチュリー傘下[注釈 2]）

### 鉄鋼
- USスチール（アメリカ、合弁会社プロテックでは自動車用鋼板を生産）
- REP（アメリカ）
- スチールダイナミクス（SDI） - アメリカの電気炉メーカー。神戸製鋼所と合弁会社を設立。
- フェストアルピーネ（オーストリア）- 自動車用鋼板に関する技術連携
- アスコメタル（フランス）- 自動車用特殊鋼線材・棒鋼に関する包括的技術連携
- エッサール（エッサール・グループ）（インド）
- 鞍山鋼鉄集団（中国）- 合弁会社鞍鋼神鋼冷延高張力自動車鋼板を設立
- ミルコン・スチール（タイ）- 合弁会社Kobelco Millcon Steelを設立

USスチール、フェストアルピーネとは自動車用鋼板で、REP、アスコメタルとは特殊鋼関連で技術提携し、日米欧の世界三極で高級鋼材を供給できる体制を整えている。

### アルミ
- Aurubis Buffalo （アメリカ）- 北米における電子材用銅板条分野の技術供与
- Wieand-Werke（ドイツ）- 欧州における電子材用銅板条分野の技術供与
- Hydro（ドイツ）- 自動車パネル材の技術提携

## 社訓

### KOBELCOの3つの約束
神戸製鋼グループの社会に対する約束事であり、グループで共有する価値観。
1. 信頼される技術、製品、サービスを提供します。
2. 社員一人ひとりを活かし、グループの和を尊びます。
3. たゆまぬ変革により、新たな価値を創造します。

### KOBELCOの6つの誓い
神戸製鋼グループに属する全社員がKOBELCOの3つの約束を果たすための誓い。
1. 高い倫理観とプロ意識の徹底
2. 優れた製品・サービスの提供
3. 働きやすい職場環境の実現
4. 地域社会との共生
5. 環境への貢献
6. ステークホルダーの尊重

## 人材育成
優秀な社員を兵庫県尼崎市の産業技術短期大学（1962年一般社団法人日本鉄鋼連盟が設立）に派遣して、人材育成を行っている。具体的には、「製造現場における知識創造と人材の多機能育成政策・綿密な能力開発策のひとつとして、企業内選抜を経て中堅技術者への昇進に結びつく産業技術短期大学への派遣を行う政策の実行」であり、このような人材育成形態（教育訓練形態）を「オフ・ザ・ジョブ・トレーニング・OFF-JT」という。

## ブランド名の由来
グループブランドである「KOBELCO」の由来は、神戸の製鋼所を表す「KOBE STEEL」、会社を表す「LCO」(Limited COmpany) からなる造語である。

## 不祥事

### 政治的問題
1969年10月、東亜相互企業株式会社から、福島県西郷村小田倉の、馬場坂と黒森の両地区合わせて82万m²を購入した。市場地価は坪単価850円から2000円で、この価格で東亜相互企業も買収していたが、神戸製鋼に対する売値は坪あたり12000円という高値であった。警視庁が恐喝等の疑いで捜査するも、神戸製鋼側は「工業用地として買った」と言い張り、事件は立証されなかった。神戸製鋼所の本社のある神戸の暴力団は、事件を知り大挙上京した。

### 大気汚染問題
- 加古川製鉄所（2003年8月〜2006年5月）
  - 大気汚染防止法に定める基準値を超過していることを知りつつ放置
    - 自家発電用ボイラ（窒素酸化物11時間、硫黄酸化物22時間）。
    - 鉄鋼生産関連設備（窒素酸化物96時間(2分塊工場)、硫黄酸化物1時間(ペレット工場)）。

  - 大気汚染防止法などの基準値超過の際、記録の中止、廃棄、データ改竄（かいざん）を行う
  - 自家発電設備の安全管理審査を受けなかった
    - 5件

  - 自家発電設備での設備事故の未報告・虚偽
    - 12件
    - 社内記録を設備事故とは書かずに、他の理由としていた。
- 神戸製鉄所（2003年8月〜2006年5月）
  - 大気汚染防止法に定める基準値を超過していることを知りつつ放置
    - 自家発電用ボイラ（窒素酸化物2時間）。
    - 鉄鋼生産関連設備（窒素酸化物20時間（均熱炉・加熱炉の3炉））。

  - 大気汚染防止法などの基準値超過の際、記録の中止、廃棄、データ改竄を行う
- 両製鉄所の測定システムは、基準値を超える窒素酸化物（NOx）や硫黄酸化物（SOx）を測定した場合、炉の稼働停止を意味する「欠測」の信号を神戸、加古川両市に送るようプログラミングしていた。

### 橋梁談合事件
2005年（平成17年）発覚の橋梁談合事件に加わっていたことが判明している。
- この事件を黙認し会社に損害を与えたとして、株主の一人が、株主代表訴訟を神戸地裁に起こしたが、2010年（平成22年）2月10日に、コンプライアンス委員会の設置などを条件に、同社との間で和解が成立[18]。

### 選挙資金の肩代わり
加古川・高砂両製鉄所と長府製造所が、加古川・高砂・下関各市の市議会議員計5人（現役社員3人、OB2人。いずれも労働組合が推薦）の後援会に対し、選挙事務所設営費や人件費などの選挙資金を肩代わりしていたことが発覚。政治資金規正法に違反する疑いがある。この事態を受け、当時の同社の水越浩士会長と犬伏泰夫社長が、2009年（平成21年）3月末を以って引責辞任した。

### 所得隠しの発覚
- 同社が大阪国税局から税務調査を受け、2008年（平成20年）3月期までの7年間に亘り、約29億1,000万円（うちグループ会社分は約9億8,000万円）の申告漏れを指摘されたことが、2009年（平成21年）9月18日に判明した。うち約4億円については、先述の選挙資金の肩代わり分を経費と偽ったり、製品や半製品を廃棄処分扱いとした経理処理を行うなど、意図的な所得隠しと認定された[20][21]。
- 同社は2011年にも同国税局からの税務調査で、約16億9,000万円の申告漏れ（うち9億1,000万円は意図的な所得隠し）を指摘された[22]。
- 同社は、製造設備の入れ替え費用などを巡り約11億9,000万円（うち約1億4,000万円は意図的な所得隠し）を同国税局から指摘されていたことを、2013年6月に明らかにしている[23]。
- 2023/7/10 神戸製鋼16・2億円申告漏れ　大阪国税局指摘。鉄鋼大手の神戸製鋼所（神戸市中央区）は１０日、同社とグループ会社が大阪国税局の税務調査を受け、令和３年３月期までの４年間で計約１６億２千万円の申告漏れを指摘されたと発表した。約６億２千万円については「仮装・隠蔽を伴う所得隠し」と認定された。 重加算税を含む追徴税額は約１億円。同社は同日全額納付し、「一部に見解の相違はあったが、最終的に更正通知を受け入れ、全額納付した。今後は適正な納税に努める」としている。また同社グループ会社では、元役員が架空の工事を発注し、支払った代金を自己に還流していたことが発覚しており、その一部が所得隠しと認定されたとみられる。(産経デジタル)

### 公害の発生
土壌汚染・地下水汚染の発生
- 高砂製作所（高砂市荒井町）内の旧メッキ棟の土壌汚染問題(2006年10月)
  - 施設の改造の目的で2006年（平成18年）6月土壌・地下水を調査した結果、六価クロムが土壌で最大3.12mg/L、地下水で同0.92mg/Lが検出され、土壌汚染・地下水汚染が発生していることを公表した。同社は、敷地内だけで周辺住民への健康影響はないと判断しているが、地下水は工場の敷地境界付近でも地下水の環境基準値を上回っており、敷地外へも有害物質を拡散させた。

### ばね用鋼材の強度を改竄
同社のグループ会社である神鋼鋼線ステンレスが、2007年4月から2016年5月にかけ製造したばね用の鋼材のうち、7,400トン中55.6トンについて、強度が日本工業規格を満たさないにもかかわらずJISマーク表示をしていたことが、2016年6月9日に明らかになった。

### アルミ製品データ改竄
2017年10月8日、アルミニウム、銅、鉄粉などに関し性能データの改竄や顧客に了解を得ない特採が常態化していたことが発覚した。製品は航空機、自動車、鉄道などで幅広く使用されており、三菱重工業、川崎重工業、IHI、SUBARUなどでデータが改竄された素材を使用した製品が販売されていたことが判明した。
影響は海外の取引先にも及び、2017年10月17日の世界鉄鋼協会年次総会でも話題となった。世界鉄鋼協会会長の進藤孝生は「データ改竄が起きた原因や影響の分析が必要だ」とした。
この問題に関し、松井巖弁護士（元福岡高等検察庁検事長）を委員長とする外部調査委員会が設置され、その後社内品質ガバナンス再構築検討委員会や品質問題調査委員会における検討結果と併せて、2018年3月6日に「当社グループにおける不適切行為に関する報告書」と題する最終報告書が発表された。要旨は以下の通り。
事実関係
- 一、不適合製品の納入先は2017年10月26日に公表した延べ525社に加え、同日設置した外部調査委員会の調査で新たに延べ163社が判明した。
- 一、顧客仕様を満たさない検査結果について、満たす数値に改竄する行為、測定したかのように試験結果を捏造する行為などが確認された。
- 一、アルミニウム・銅事業部門では、役員2人が工場勤務当時に不適切行為の存在を認識しており、ほかの役員1人も2017年4月に認識した。過去の役員2人は役員就任以前に直接関与していた。
- 一、アルミ・銅事業部門の真岡製造所では遅くとも1970年代から不適切行為が行われていた。
- 一、アルミ・銅事業部門のグループ会社では、実測データなどを記録した「トクサイリスト」を参照して顧客仕様を満たす検査結果を証明書に記入していた。

原因分析
- 一、本社の収益評価に偏った経営姿勢に従い、各事業部門は工程能力を十分に検証することなく受注するといった生産至上主義に陥った。経営陣が抜本的な対応を行わず、事業部門内の監査も行き届いていなかった。
- 一、人事異動がほとんど存在しない閉鎖的な組織、顧客仕様を逸脱しても一定程度なら出荷しても構わないといった誤った考え方が動機となり、不適切行為を継続させる要因となった。
- 一、改竄、捏造を可能とする検査プロセス、単独かつ固定化した業務体制、順守が困難な社内規格の設定があった。

再発防止策
- 一、社外取締役を3分の1以上とする。会長職を廃止して、社外取締役の中から議長を選出し、任意の諮問機関である指名・報酬委員会を設置する。コンプライアンスと品質を総括する取締役をそれぞれ配置する。
- 一、品質保証人材を全社共通の専門人材と位置づけ、事業部門・事業所間を横断したローテーションや育成を行う。
- 一、試験・検査記録の自動化を進め、データ入力の1人作業をできるだけなくす。新規受注時の承認プロセスを見直す。

おわりに
- 一、コンプライアンス体制のみならず、組織風土や役員・社員の意識の面で根深い問題を抱えている。信頼を失ったことは痛恨の極みで、不退転の決意で再発防止に努める。

2018年7月19日、東京地方検察庁特別捜査部は、不正競争防止法違反（虚偽表示）の罪で法人としての神戸製鋼所を起訴した。法人とともに書類送検された工場の担当者4人はいずれも不起訴処分とした。2019年3月13日、立川簡易裁判所は神戸製鋼所に対し罰金1億円を言い渡した。

## テレビ番組
- 日経スペシャル ガイアの夜明け 安い電気選べます～知られざる電力自由化の舞台裏～（2004年7月6日、テレビ東京）[33]。- 発電事業進出を取材。